# In Your Honor
«In Your Honor» — п'ятий студійний альбом американського рок-гурту Foo Fighters, випущений 14 червня 2005 року на Roswell і RCA Records. Це подвійний альбом, перший диск містить важкі рок-пісні, а другий — більш м'які акустичні пісні. Фронтмен Дейв Ґрол вирішив створити різноманітне поєднання пісень, оскільки він вважав, що після десяти років існування гурт має відкрити новий шлях зі своєю музикою. Альбом був записаний у нещодавно збудованій студії в Нортриджі, Лос-Анджелес, і в ньому беруть участь такі гості як Джон Пол Джонс (Led Zeppelin), Нора Джонс і Джош Гоммі (Queens of the Stone Age). Його тексти стосуються як резонансних, так і інтроспективних тем, з великим впливом участі Ґрола в передвиборчій кампанії з Джоном Керрі під час президентських виборів 2004 року. Це був перший альбом з участю клавішника Рамі Джаффі, хоча він не приєднався до гурту як постійний учасник до 2017 року.
Промо-тур альбому включав як рок-шоу на стадіонах, так і акустичні концерти на невеликих майданчиках. Рецензії на In Your Honor були здебільшого позитивними, хвалили композицію та звучання, хоча деякі критики вважали альбом задовгим і непослідовним. Альбом також був номінований на п'ять премій «Греммі» та очолив хіт-паради в п'яти країнах, включаючи Австралію, і потрапив до першої п'ятірки ще в п'яти, включаючи друге місце в Сполучених Штатах і Великій Британії. In Your Honor також перервав послідовну серію виграшів премії «Греммі» за найкращий рок-альбом, яка почалася в 2001 році з There Is Nothing Left to Lose.

## Список пісень
Автор музики і слів Дейв Ґрол, Тейлор Гокінс, Нейт Мендел і Кріс Шифлетт окрім зазначених. 
| Disc One | Disc One                          | Disc One   |
| #        | Назва                             | Тривалість |
| -------- | --------------------------------- | ---------- |
| 1.       | «In Your Honor»                   | 3:50       |
| 2.       | «No Way Back»                     | 3:17       |
| 3.       | «Best of You»                     | 4:16       |
| 4.       | «DOA»                             | 4:12       |
| 5.       | «Hell»                            | 1:57       |
| 6.       | «The Last Song»                   | 3:19       |
| 7.       | «Free Me»                         | 4:39       |
| 8.       | «Resolve»                         | 4:49       |
| 9.       | «The Deepest Blues Are Black»     | 3:58       |
| 10.      | «End Over End»                    | 5:56       |
| 11.      | «The Sign» (Vinyl/UK bonus track) | 4:01       |

| Disc Two | Disc Two                                | Disc Two   |
| #        | Назва                                   | Тривалість |
| -------- | --------------------------------------- | ---------- |
| 1.       | «Still»                                 | 5:15       |
| 2.       | «What If I Do?»                         | 5:02       |
| 3.       | «Miracle»                               | 3:29       |
| 4.       | «Another Round»                         | 4:25       |
| 5.       | «Friend of a Friend» (Grohl)            | 3:13       |
| 6.       | «Over and Out»                          | 5:16       |
| 7.       | «On the Mend»                           | 4:31       |
| 8.       | «Virginia Moon» (featuring Norah Jones) | 3:49       |
| 9.       | «Cold Day in the Sun»                   | 3:20       |
| 10.      | «Razor» (Grohl)                         | 4:53       |

## Чарти
| Чарт (2005)                                          | Найвища позиція |
| ---------------------------------------------------- | --------------- |
| Австралія Australian Albums (ARIA)                   | 1               |
| Австрія Austrian Albums (Ö3 Austria)                 | 5               |
| Бельгія Belgian Albums (Ultratop Flanders)           | 3               |
| Бельгія Belgian Albums (Ultratop Wallonia)           | 21              |
| Канада Canadian Albums (Billboard)                   | 3               |
| Данія Danish Albums (Hitlisten)                      | 5               |
| Нідерланди Dutch Albums (MegaCharts)                 | 9               |
| European Albums (Billboard)                          | 3               |
| Фінляндія Finnish Albums (Suomen virallinen lista)   | 1               |
| Франція French Albums (SNEP)                         | 21              |
| Німеччина German Albums (Offizielle Top 100)         | 4               |
| Ірландія Irish Albums (IRMA)                         | 2               |
| Італія Italian Albums (FIMI)                         | 20              |
| Japanese Albums (Oricon)                             | 11              |
| Нова Зеландія New Zealand Albums (Recorded Music NZ) | 1               |
| Норвегія Norwegian Albums (VG-lista)                 | 2               |
| Португалія Portuguese Albums (AFP)                   | 20              |
| Іспанія Spanish Albums (PROMUSICAE)                  | 31              |
| Швеція Swedish Albums (Sverigetopplistan)            | 1               |
| Швейцарія Swiss Albums (Schweizer Hitparade)         | 7               |
| Велика Британія UK Albums (OCC)                      | 2               |
| Велика Британія UK Rock & Metal Albums (OCC)         | 3               |
| США Billboard 200                                    | 2               |

| Чарт (2005)                                       | Найвища позиція |
| ------------------------------------------------- | --------------- |
| Australian Albums (ARIA)                          | 10              |
| Austrian Albums (Ö3 Austria)                      | 42              |
| Belgian Albums (Ultratop Flanders)                | 29              |
| Belgian Alternative Albums (Ultratop Flanders)    | 20              |
| Danish Albums (Hitlisten)                         | 92              |
| Dutch Albums (Album Top 100)                      | 90              |
| European Albums (Billboard)                       | 43              |
| Finnish Albums (Suomen viralinen lista)           | 27              |
| German Albums (Offizielle Top 100)                | 62              |
| New Zealand Albums (RMNZ)                         | 6               |
| Swedish Albums (Sverigetopplistan)                | 65              |
| Swedish Albums & Compilations (Sverigetopplistan) | 84              |
| Swiss Albums (Schweizer Hitparade)                | 99              |
| UK Albums (OCC)                                   | 27              |
| US Billboard 200                                  | 54              |
| Worldwide Albums (IFPI)                           | 23              |

| Чарт (2006)              | Найвища позиція |
| ------------------------ | --------------- |
| Australian Albums (ARIA) | 96              |

| Чарт (2000–09)           | Позиція |
| ------------------------ | ------- |
| Australian Albums (ARIA) | 86      |

## Сертифікації
| Регіон | Сертифікація  | Продажі    |
| --- | ------------- | ---------- |
| Австралія (ARIA) | 3× Платиновий | 210 000^   |
| Австрія (IFPI Austria) | Золотий       | 15 000*    |
| Бразилія (ABPD) | Золотий       | 50 000*    |
| Канада (Music Canada) | 3× Платиновий | 300 000^   |
| Німеччина (BVMI) | Золотий       | 100 000    |
| Ірландія (IRMA) | 2× Платиновий | 30 000^    |
| Японія (RIAJ) | Золотий       | 100 000^   |
| Нова Зеландія (RIANZ) | 4× Платиновий | 60 000^    |
| Норвегія (IFPI Norway) | Золотий       | 20 000*    |
| Швеція (IFPI Sweden) | Золотий       | 30 000^    |
| Велика Британія (BPI) | 2× Платиновий | 812,000    |
| США (RIAA) | Платиновий    | 1 000 000^ |
| *продажі, що базуються лише на сертифікаціях · ^відвантаження, що базуються лише на сертифікаціях · продажі+прослуховування, що базуються лише на сертифікаціях |               |            |